# Мазво
Мазво́ (фр. Masevaux) — упразднённая коммуна на северо-востоке Франции в регионе Эльзас — Шампань — Арденны — Лотарингия, департамент Верхний Рейн, округ Тан — Гебвиллер, кантон Мазво. До марта 2015 года коммуна и одноимённый кантон административно входили в состав округа Тан. Упразднена и с 1 января 2016 года объединена с коммуной Нидербрюк в новую коммуну Мазво-Нидербрюк на основании Административного акта № 57 от 24 декабря 2015 года.
Площадь коммуны — 23,21 км², население — 3232 человека (2006) с тенденцией к росту: 3334 человека (2012), плотность населения — 143,6 чел/км².

## Население
Численность населения коммуны в 2011 году составляла 3338 человек, а в 2012 году — 3334 человека.
| 1962 | 1968 | 1975 | 1982 | 1990 | 1999 | 2006 | 2008 | 2011 | 2012 |
| ---- | ---- | ---- | ---- | ---- | ---- | ---- | ---- | ---- | ---- |
| 3326 | 3385 | 3601 | 3328 | 3267 | 3329 | 3232 | 3255 | 3338 | 3334 |

Динамика населения:

## Экономика
В 2010 году из 2029 человек трудоспособного возраста (от 15 до 64 лет) 1528 были экономически активными, 501 — неактивными (показатель активности 75,3 %, в 1999 году — 70,3 %). Из 1528 активных трудоспособных жителей работали 1370 человек (742 мужчины и 628 женщин), 158 числились безработными (83 мужчины и 75 женщин). Среди 501 трудоспособных неактивных граждан 145 были учениками либо студентами, 197 — пенсионерами, а ещё 159 — были неактивны в силу других причин.
На протяжении 2011 года в коммуне числилось 1459 облагаемых налогом домохозяйств, в которых проживало 3245 человек. При этом медиана доходов составила 18998 евро на одного налогоплательщика.

## Достопримечательности (фотогалерея)

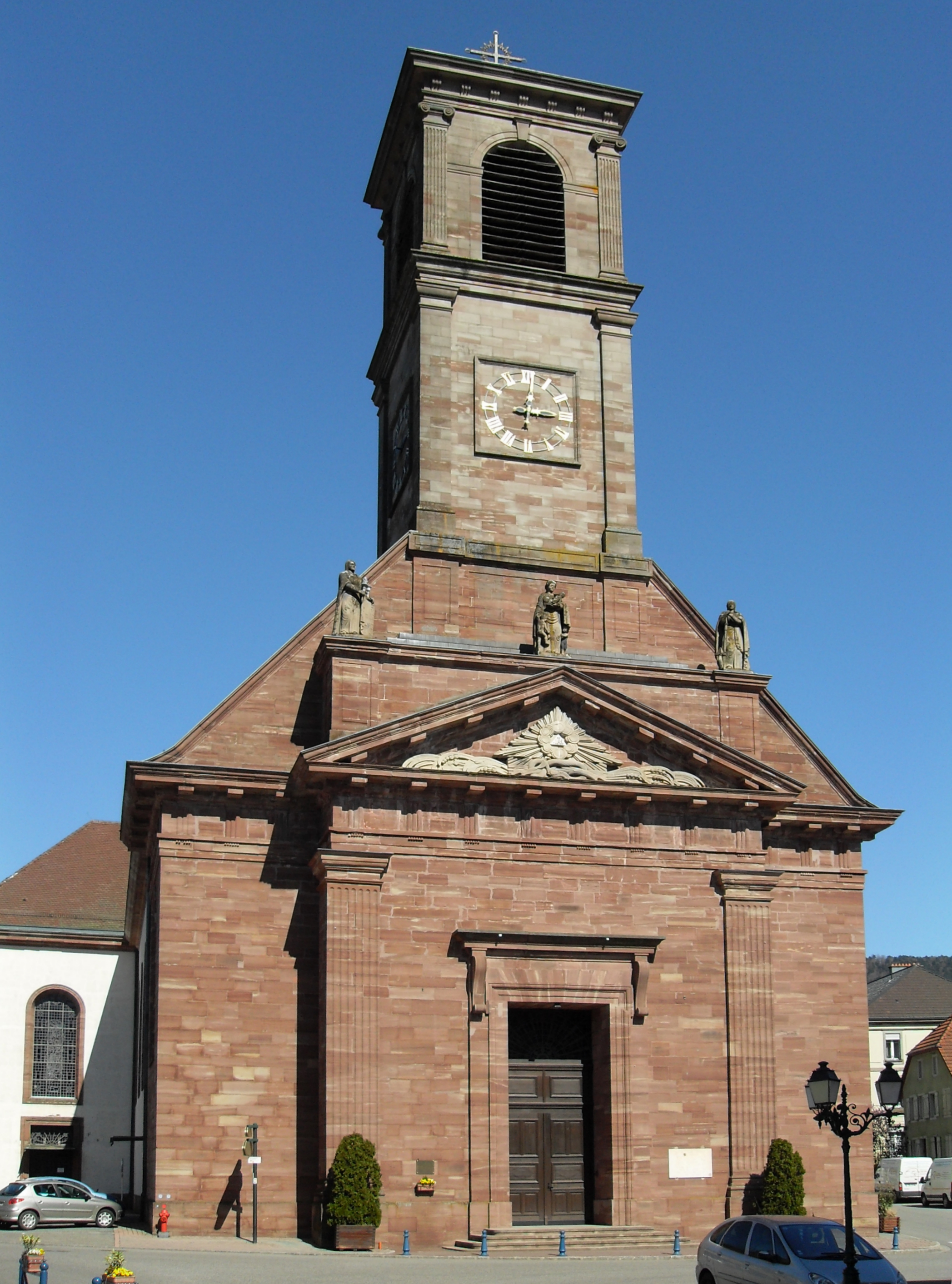
Церковь Сен-Мартен
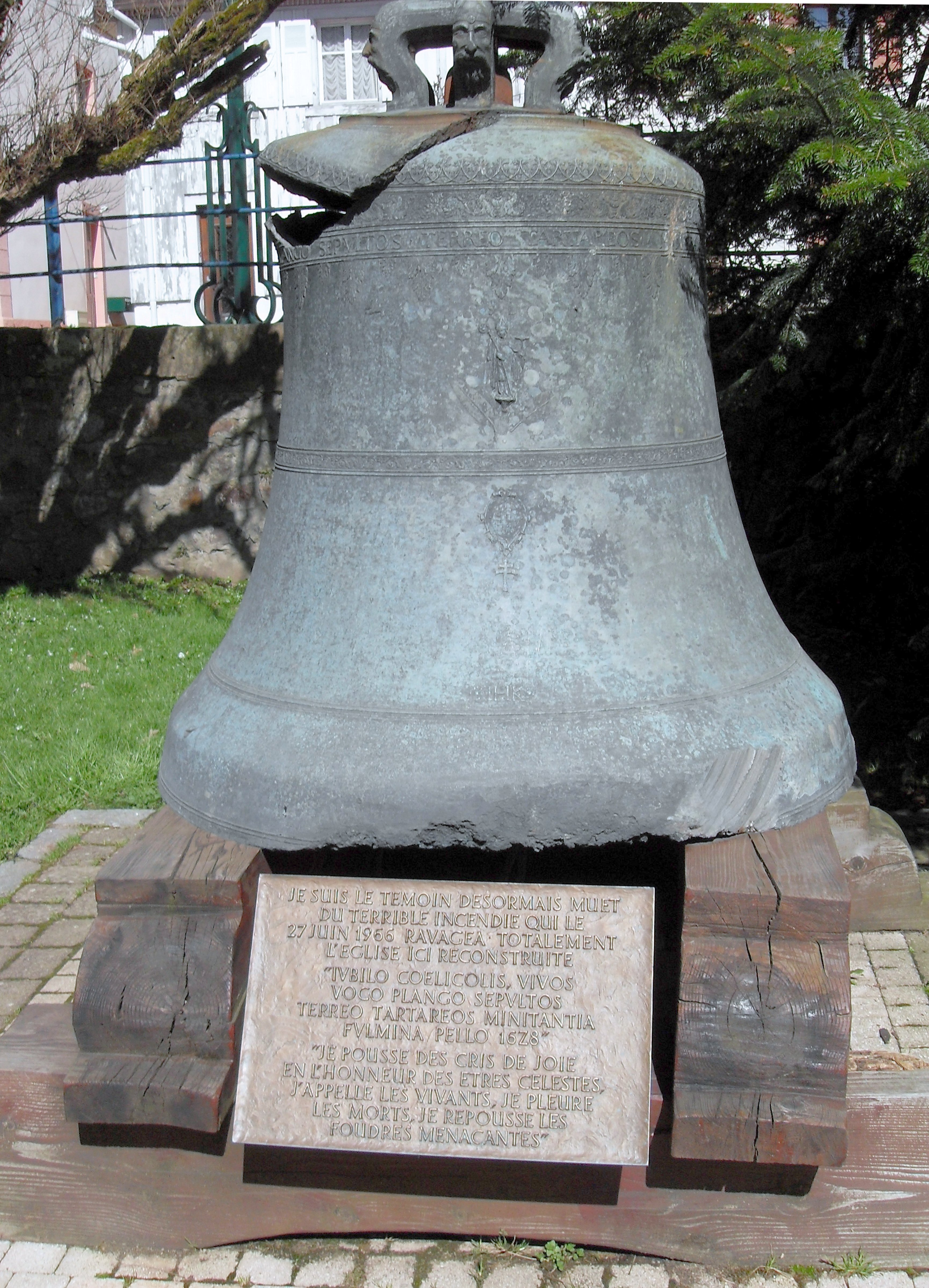
Колокол с колокольни Сен-Мартен
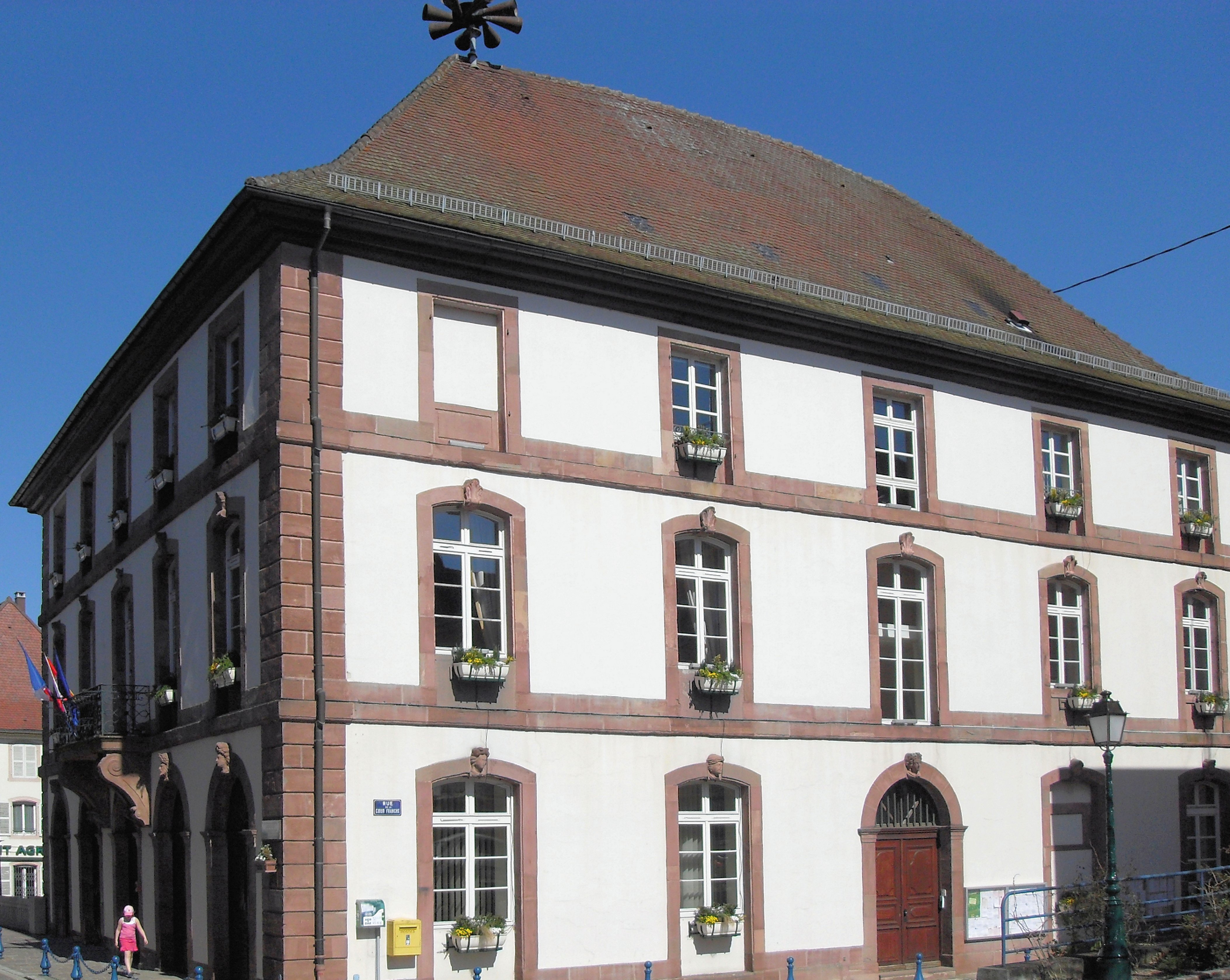
Здание мэрии
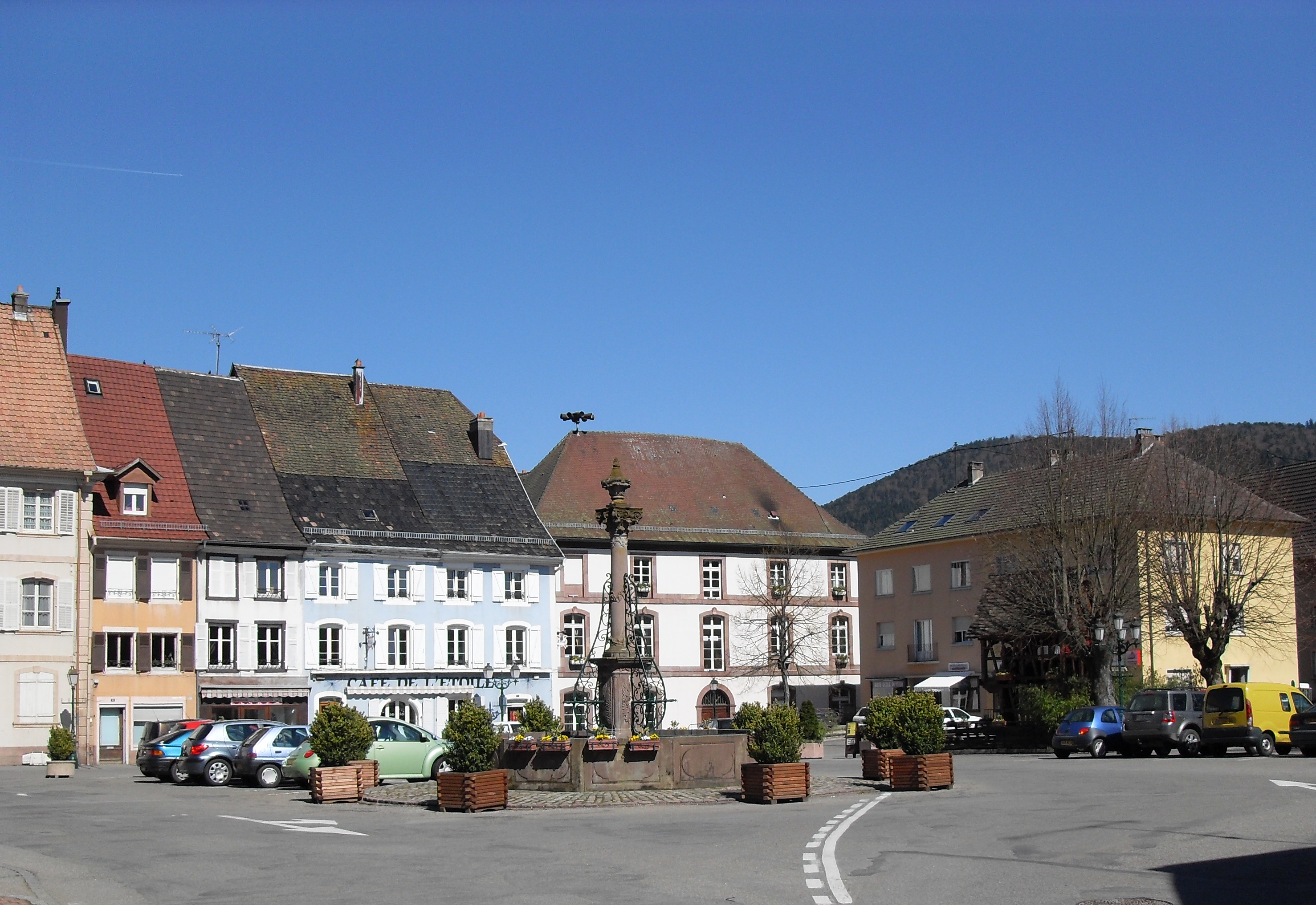
Площадь